# Барроу (протока)
Барроу (англ. Barrow Strait) — протока в Канадському Арктичному архіпелазі, що відокремлює острови Девон і Корнуолліс від островів Сомерсет, Принца Уельського та Прінс-Леополд.

## Географія
Розташована в центральній частині Канадського Арктичного архіпелагу і є частиною одного з маршрутів через Північно-Західний прохід разом із протоками Мак-Клур, Вайкаунт-Мелвілл і Ланкастер. В англомовних джерелах ці чотири протоки називають Parry Channel (протока Паррі). Протока Паррі відокремлює Острови Королеви Єлизавети від решти Канадського Арктичного архіпелагу.
Протока Барроу з'єднує протоку Вайкаунт-Мелвілл, розташовану на заході, з протокою Ланкастер на сході. На північному сході сполучається з протокою Веллінгтон, на півдні — з протокою Піл. Разом із іншими протоками з'єднує моря Баффіна і Бофорта, що належать до басейну Північного Льодовитого океану.
Найбільша ширина протоки становить 106 км, найменша — 45 км. Довжина — 270 км. Командир підводного човна USS Seadragon капітан Д. П. Стіл, який пройшов протокою 1962 року, схарактеризував протоку як «шийку пляшки». Перші 48 км на сході в протоці немає островів. Острови Лаутер, Янг, Гарретт, Гамільтон і Рассел лежать на південь від острова Батерст, острів Гріффіт — на південь від острова Корнуолліс. Найбільша глибина протоки становить 200 м.

## Історія
Протоку відкрив Вільям Паррі 1819 року і назвав на честь Джона Барроу, другого секретаря Британського Адміралтейства.